# Bruno Sepúlveda
Bruno Christian Sepúlveda (Viedma, 17 settembre 1992) è un calciatore argentino, attaccante del Banfield.

## Caratteristiche tecniche
È un centravanti.

## Carriera
Cresciuto nel settore giovanile del Peña Azul y Oro, trascorre i primi anni di carriera nelle serie inferiori del calcio argentino fra Torneo Argentino B e Torneo Argentino A, rispettivamente quarta e terza divisione; nel 2016 firma con l'Estudiantes (RC) con cui ottiene due promozioni consecutive approdando in Primera B Nacional.
In seconda divisione nell'arco di due stagioni gioca 26 incontri realizzando 11 reti e nel 2021 passa a titolo definitivo all'Arsenal Sarandí militante in Primera División. Il 20 maggio dello stesso anno fa il suo esordio nelle competizioni internazionali giocando l'incontro di Coppa Sudamericana vinto 2-1 contro il Wilstermann.